# الهجرین

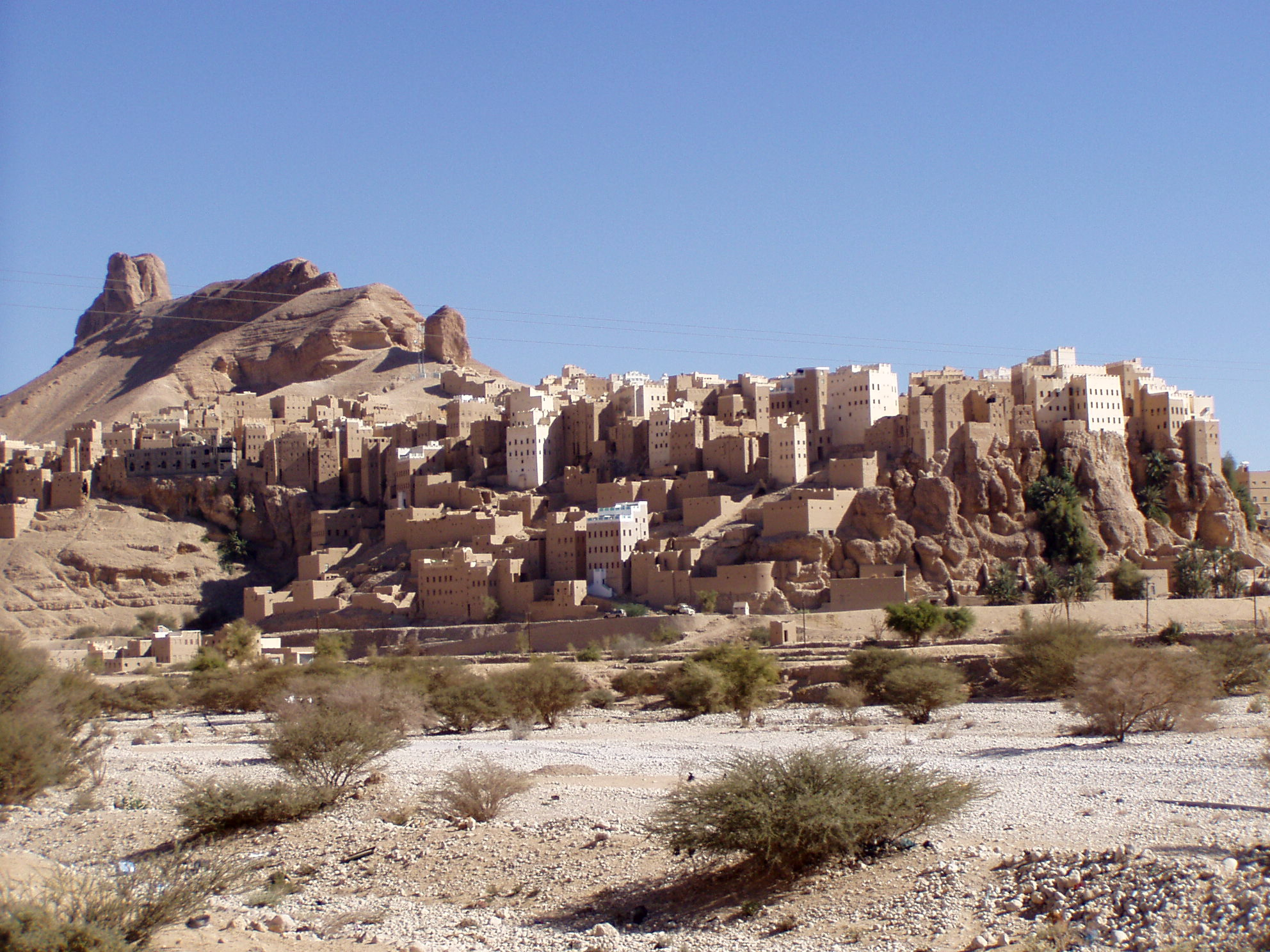
الجهرین در یمن سال ۲۰۱۶

الهجرین (به عربی: الهجرین) یک منطقهٔ مسکونی در یمن است که در استان حضرموت واقع شده‌است.